# Hymenophyllum aeruginosum
Espèce
Hymenophyllum aeruginosum est une espèce de fougères de la famille des Hyménophyllacées.
Synonyme : Trichomanes aeruginosum Poir..

## Description
Hymenophyllum aeruginosum appartient au sous-genre Sphaerocionium.
Cette espèce a les caractéristiques suivantes :
- son rhizome est long et filiforme ;
- les frondes sont étroites, d'une dizaine de centimètres de long sur trois de large ;
- le limbe est divisé une fois, chaque division étant segmentée à nouveau assez profondément ;
- il est couvert d'une pilosité relativement abondante ;
- il est de couleur rouille, particularité traduite par l'épithète spécifique ;
- l'indusie, englobant complètement les sporanges, a deux lèvres et est, elle aussi, recouverte d'une pilosité abondante.

Une variété est reconnue :
- Hymenophyllum aeruginosum var. franklinianum (Colenso) Hook. (1844) - synonyme : Hymenophyllum franklinianum Colenso

qui est endémique de Nouvelle-Zélande.
Cette espèce compte 36 paires de chromosomes.

## Distribution
Cette espèce, plutôt terrestre, est présente dans l'île Tristan da Cunha où elle a été découverte, en Afrique australe, dans le sud de l'océan indien, en particulier dans l'île Amsterdam, ainsi que sa variété en Nouvelle-Zélande.